# Lea Sölkner
Lea Sölkner-Schramek (* 24. Dezember 1958 in Tauplitz) ist eine ehemalige österreichische Skirennläuferin. Sie gehörte Ende der 1970er-Jahre bis zu ihrem Rücktritt 1984 zu den erfolgreichsten Rennläuferinnen des ÖSV und wurde 1978 Weltmeisterin im Slalom.

## Biografie
Sölkner kam durch ihren Vater, der Skilehrer war, schon früh zum Skisport. Erste Erfolge feierte sie in Nachwuchsrennen, als sie 1969 in ihrer Altersklasse Österreichische Schülermeisterin im Slalom und 1974 Österreichische Jugendmeisterin in der Abfahrt wurde. Ihr erster Sieg im Europacup gelang ihr 1975 in der Abfahrt von Aprica und mit drei weiteren Podestplätzen wurde sie Siebente in der Gesamtwertung.
Den ersten Start im Weltcup hatte Sölkner am 17. Jänner 1976 im Slalom von Berchtesgaden, ihre ersten Punkte holte sie fünf Tage später mit Rang vier in der Kombination von Bad Gastein. Am 11. Dezember 1976 kam sie mit Platz zwei im Riesenslalom von Courmayeur erstmals auf das Podest. 1977 gewann sie ihren ersten von insgesamt drei österreichischen Meistertiteln, am 22. Jänner 1978 gelang ihr im Slalom von Maribor ein weiterer Weltcup-Podestplatz.
Den größten Erfolg ihrer Karriere feierte Sölkner bei den Weltmeisterschaften 1978 in Garmisch-Partenkirchen. Überraschend gewann die damals 19-Jährige den Slalom am Gudiberg vor der Deutschen Pamela Behr und der Österreicherin Monika Kaserer und wurde Weltmeisterin. Im Riesenslalom belegte sie Platz elf. Kurz nach der WM kam sie im Weltcupslalom von Saint-Gervais-les-Bains auf den zweiten Platz.
Ihren ersten und einzigen Weltcupsieg feierte Sölkner am 23. Jänner 1979 im Slalom des Goldschlüsselrennens von Schruns. Damit wurde sie in der Saison 1978/79 Dritte im Slalomweltcup. Im folgenden Winter erreichte sie zunächst keine Spitzenplätze. Auch bei den Olympischen Winterspielen 1980 in Lake Placid blieb sie erfolglos. Im Slalom fiel sie im ersten Lauf aus, im Riesenslalom trat sie im zweiten Durchgang nicht mehr an. Ihr bestes Saisonergebnis erreichte sie im März mit Platz fünf im Slalom von Vysoké Tatry.
Da sie in den technischen Disziplinen nicht mehr ihre früheren Leistungen erbrachte, konzentrierte sie sich verstärkt auf die Abfahrt, in der sie in der Saison 1980/81 bereits zweimal unter die besten zehn kam. Am 21. Dezember 1981 stand sie mit Rang zwei in der Kombination von Saint-Gervais-les-Bains wieder auf dem Podest, zwei weitere Top-Drei-Resultate gelangen ihr im Jänner 1982 in der Abfahrt und in der Kombination von Bad Gastein. Im Gesamtweltcup und im Abfahrtsweltcup erreichte sie dadurch mit jeweils dem sechsten Platz ihre besten Ergebnisse. Bei den Weltmeisterschaften 1982 in Schladming kam sie jedoch nur auf den 14. Platz im Slalom und den 22. Rang in der Abfahrt.
Zu Beginn der Saison 1982/83 kam Sölkner in der Abfahrt von Val-d’Isère auf den zweiten Platz, schaffte danach aber nur ein weiteres Top-Ten-Resultat. Im Winter 1983/84 konnte sie sich nochmals steigern und kam in der Abfahrt von Val-d’Isère auf den dritten Rang und in der Kombination von Sestriere auf Platz zwei. Bei den Olympischen Winterspielen 1984 in Sarajevo belegte sie aber nur den achten Abfahrtsrang, im Slalom schied sie im ersten Durchgang aus. Nach der Saison beendete Sölkner ihre sportliche Karriere.

## Erfolge

### Olympische Winterspiele
- Sarajevo 1984: 8. Abfahrt

### Weltmeisterschaften
- Garmisch-Partenkirchen 1978: 1. Slalom, 11. Riesenslalom
- Schladming 1982: 14. Slalom, 22. Abfahrt

### Weltcup
- Saison 1975/76: 9. Kombinationswertung
- Saison 1976/77: 7. Riesenslalomwertung
- Saison 1977/78: 9. Gesamtweltcup, 5. Slalomwertung, 7. Riesenslalomwertung
- Saison 1978/79: 3. Slalomwertung
- Saison 1979/80: 10. Slalomwertung
- Saison 1981/82: 6. Gesamtweltcup, 4. Kombinationswertung, 6. Abfahrtswertung
- Saison 1982/83: 9. Abfahrtswertung
- Saison 1983/84: 6. Kombinationswertung, 9. Abfahrtswertung
- 10 Podestplätze, davon ein Sieg (Slalom in Schruns am 23. Jänner 1979)

### Europacup
- Saison 1974/75: 7. Gesamtwertung, 6. Slalomwertung
- Saison 1977/78: 3. Gesamtwertung, 2. Slalomwertung
- 4 Siege und 4 dritte Plätze

### Österreichische Meisterschaften
Lea Sölkner wurde dreimal Österreichische Meisterin:
- 1 × Riesenslalom 1977
- 2 × Abfahrt 1982 und 1984